# Mimi (歌手)
mimi（ミミ、1951年12月30日 - ）は日本の女性シンガー。東京都銀座出身。以前は本名である宮本典子の名で活躍していた。

## 人物・来歴
高校時代にソウルミュージックやディスコに興味を持ち、独学でボーカルレッスンを始める。R&Bが日本で主流になるずっと以前、東京・赤坂にあったディスコ″MUGEN″でダンサーとして働いていた際に、同会場でライブを行ったティナ・ターナーのパフォーマンスに魅了され、ソウル・シンガーを目指すことを決意する。
1973年に結成されたバンド ″スリー・チアーズ&コングラッチュレーション″ にメインボーカリストとして加入する。バンドの他のメンバーには、ボーカルにグッチ裕三、ドラムにはウガンダ・トラらが在籍していた。グラハム・セントラル・ステーションやルーファス (バンド)などのコピーを中心に、日本人による日本唯一のファンク・バンドとして多くのファンを得た。
やがてmimiはMUGENを離れ、一時は大手メーカーとの契約の話が持ち上がるが、自身が目指す方向性とメーカーの思惑とが合致せず、契約の話は白紙となる。
1977年、日本ジャズ界を代表するベース奏者鈴木勲にスカウトされ、バンド ″ソウル・ファミリー″ に参加する。同年に田園コロシアムのジャズ・フェスティバルに出場しデビューを果たす。
1978年、鈴木勲とのコラボレーション・アルバム『PUSH』でユピテルからデビューし、後にトリオへ移籍する。
1980年3月に行われた第9回東京音楽祭でシングル「ラスト・トレイン」を歌唱し、外国審査員団賞を受賞する。
1990年に単身渡米し、日本で知り合ったグロリア・ジョーンズの元を訪れた後、活動の拠点をアメリカ合衆国西海岸に移す。グラハム・セントラル・ステーション、ザ・ブラザーズ・ジョンソン、サイド・エフェクト (バンド)やエディ・マーフィーのバンド ″サイケデリック・ソウル″ など数々のバンドに参加し、念願であったソウル・シンガーになる夢を叶えた。
1999年に再びソロ名義でアルバム『Joy Love Happiness』、2001年に『mimi』を発表。その後もコンスタントにアルバムを発表し続ける。
2013年2月20日に宮本典子名義のファースト・ミニアルバム『PUSH』が初めてCD化され、2022年8月12日にはLPレコードとCDが再発売された。
現在はロサンゼルス在住。全米ツアーや日本でのライブ公演に参加するなどの活動を続けている。

## ディスコグラフィー

### 宮本典子名義
シングル
- 「ひとつ年上 (クリスタル・ファンタジー)／I'm just a little ordinary girl」
- 「エピローグ／朝やけの告白 ～Take Me into your Life」
- 「ラスト・トレイン／炎の頃」
- 「北回帰線／積木の箱」
- 「ニュー・ロマンス／愛は24Hours」
- 「シルバー・レイン／AFTER YOU’VE GONE」
- 「マイルド・コネクション／ターキッシュ・コーヒー」
- 「フラッシュダンス～ホワット・ア・フィーリング／マニアック」

- 「シルバー・レイン／フィール・ライク・メイキン・ラヴ」
- 「ファイナル・レイン／よろめいてヒロイン」
- 「プッシュ／やりかけの人生」
- 「ONNA／真夜中のジプシー」
- 「UMI (SUDDENLY LAST SUMMER)／ANOTHER LOVER」

アルバム
- 『PUSH』
- 『VIVID』
- 『Rush』
- 『NORIKO』

### mimi名義
シングル
- 「Joy Love Happiness」
- 「So Deep」
- 「Here We Go」
- 「I DON'T KNOW WHY」
- 「Time After Time」

アルバム
- 『Joy Love Happiness』
- 『New Romance』
- 『mimi』
- 『Elements』
- 『ATTITUDE』